# Santa Rita de Cássia
Santa Rita de Cássia là một đô thị thuộc bang Bahia, Brasil. Đô thị này có diện tích 6071,116 km², dân số năm 2007 là 27224 người, mật độ 4,1 người/km².